# Mundra
Mundra är en ort i Indien.   Den ligger i distriktet Kachchh och delstaten Gujarat, i den västra delen av landet, 1 000 km sydväst om huvudstaden New Delhi. Mundra ligger 18 meter över havet och antalet invånare är 15 220.
Terrängen runt Mundra är platt. En vik av havet är nära Mundra åt sydost.  Det finns inga andra samhällen i närheten.